# Solingenská umělecká kolonie „Černý dům“
Solingenská umělecká kolonie „Černý dům“ je označením skupiny malířů vzniknuvší po druhé světové válce v Solingenu, mezi jejíž členy patřili Erwina Bowiena, Bettiny Heinen-Ayech a Amud Uwe Millies.

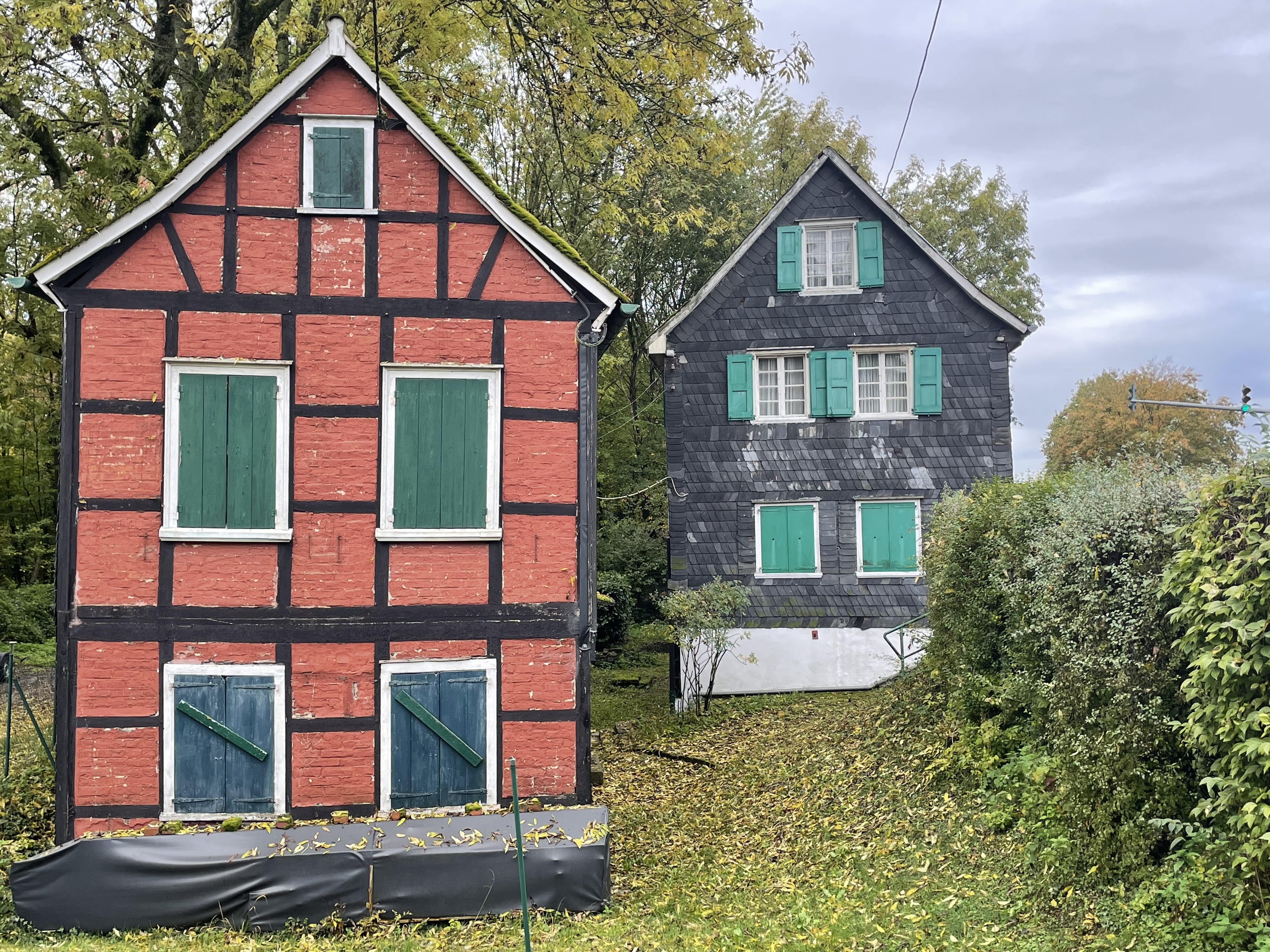
Červený dům a Černý dům – hlavní místo tvorby Solingenské umělecké kolonie

## Místo

Informační deska na Černém domě

Výchozím bodem vzniku této umělecké kolonie byl literární a kulturní salon Erny Heinen-Steinhoffové (1898-1969) ze Solingenu a jejího manžela, básníka a novináře Hannse Heinena (1895-1961), který navštěvovali  mimo jiné nositelé Nobelovy ceny za literaturu Sigrid Undset a Rabindranath Tagore. Koncem dvacátých let minulého století se k nim připojil malíř Erwin Bowien. V roce 1932 zakoupili manželé Heinenovi dva historicky významné hrázděné domy v solingenské čtvrti Höhscheid. Obě budovy – známé jako „Červený dům“ a „Černý dům“ – se v průběhu následujících téměř 90 let staly místem setkávání umělců, literátů a intelektuálů a fungovaly jako ateliéry.

## Osoby
Bowien, Heinen-Ayechová a Millies tvořili „hvězdnou malířskou trojici“ města Solingenu. Navzdory tehdejšímu „duchu doby“ dávajícímu přednost abstrakci, se tito tři umělci věnovali především malování portrétů, krajin, městských panoramat a výjevů z každodenního života. 

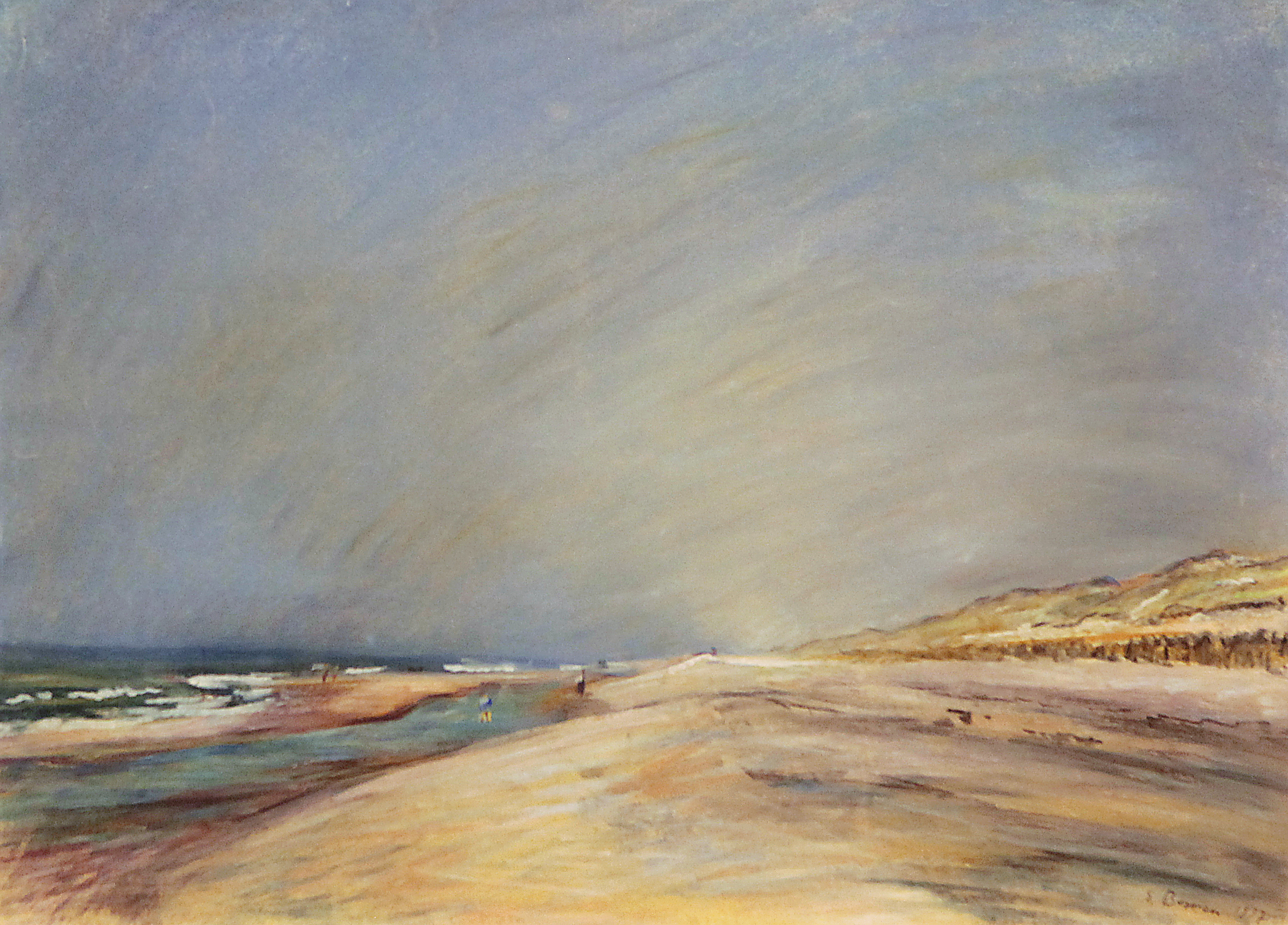
Egmond an Zee, Erwin Bowien (1937)

Erwin Bowien formoval uměleckou kolonii také po stránce světonázorového přístupu: již v počátcích začal sám sebe vnímat jako Evropana, vyhledával dialog s jinými kulturami, ovládal několik cizích jazyků a aktivně se zasazoval za přátelství mezi národy. Bettina Heinen-Ayechová byla zase provdaná za Alžířana, přičemž v rodné zemi svého manžela strávila řadu let svého života a malovala obrazy tamní krajiny. Uwe Millies cestoval od poloviny 60. let minulého století po zemích východní Evropy, po Dálném východě a Americe. Z jedné z cest do Egypta si také přivezl své umělecké jméno Amud (hůl), které poté používal společně se svým příjmením. Všichni tři členové skupiny společně procestovali Evropu: „Trojice podnikla řadu cest, během nichž se věnovala své malířské tvorbě. Přestože byli příslušníky různých generací, pojilo je úzké osobní pouto.“ Hlavním místem jejich tvůrčí činnosti se staly oba domy v Solingenu a dále region Bergisches Land.

## Odkaz

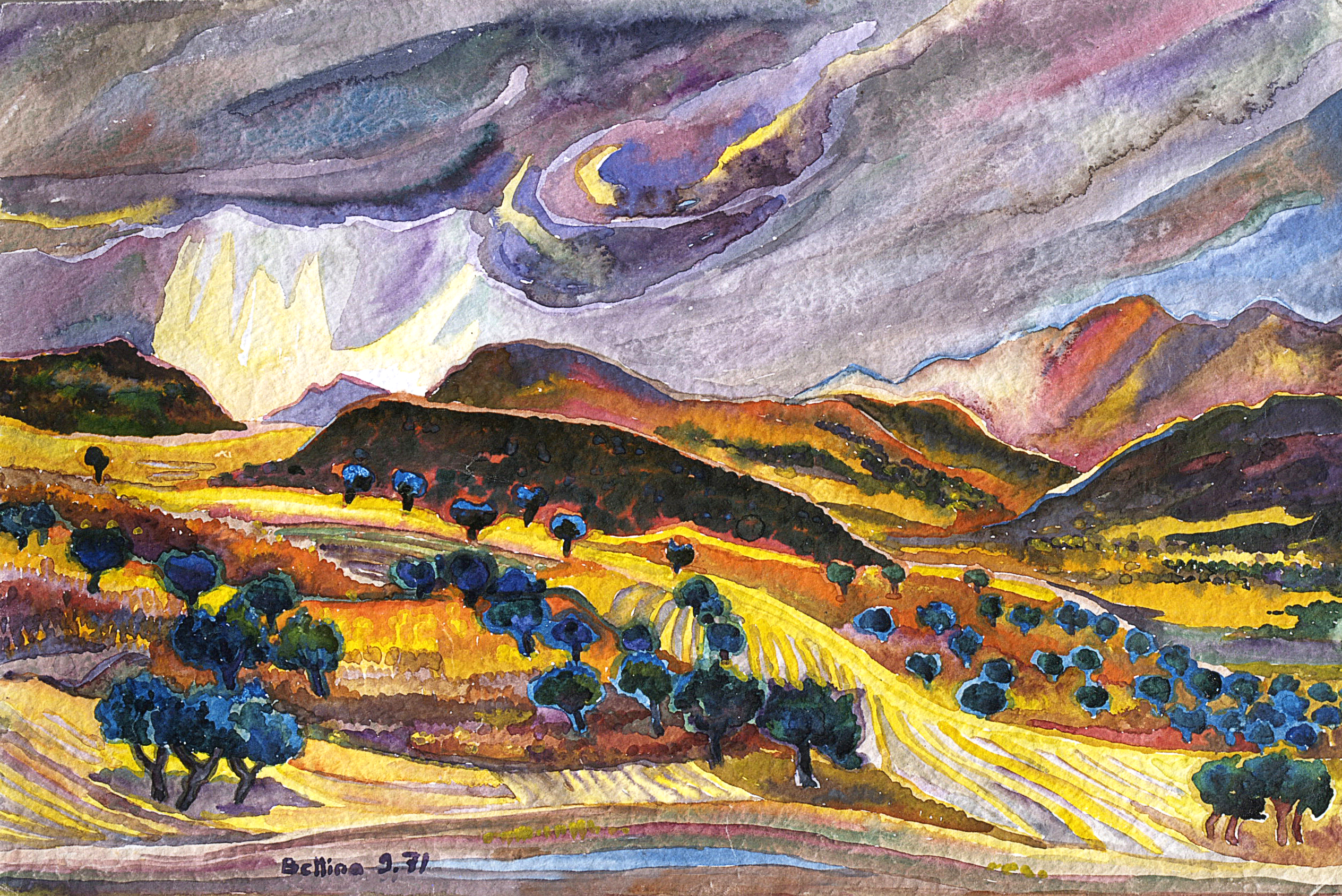
Letní bouřka v Alžírsku, Bettina Heinen-Ayechová (1974)

V roce 2022 založil syn Bettiny Heinen-Ayechové, mnichovský lékař Haroun Ayech, „Nadaci Bettiny Heinen-Ayechové – nadaci pro umění, kulturu a mezinárodní dialog“, s cílem zachovat odkaz této umělecké kolonie. V únoru 2023 byl „Černý dům“ zařazen do rámce „Evropské federace uměleckých kolonií“ a krátce nato se stal součástí programu kulturní stezky „Cesty impresionismu“ Rady Evropy.
Od října 2024 do dubna 2025 budou díla Solingenské umělecké kolonie poprvé vystavena na společné výstavě v Obrazárně Dachau. Podle deníku Süddeutsche Zeitung mohou návštěvníci této výstavy očekávat zejména olejomalby ve zlatých rámech s motivy „lesních tišin, luk, podmračených hor a přežvykujících krav. Nechybí ale ani motivy města Wuppertalu. Ocelový most vypínající se nad asfaltovou deltou, ulice lemované pouličními lucernami a mnohapatrovými komerčními a bytovými domy, tu a tam několik aut a osamělých kolemjdoucích, městské panorama z roku 1961. Návštěvníci neskrývají svůj úžas.“ Najít zde však můžete i motivy ze švýcarské Vysočiny, z Augsburgu a Benátek, z Norska a Nepálu a dalších zemí světa.

## Výstavy
- 2024 Obrazárna Dachau: „Putování po světě (In der Welt unterwegs) – Solingenská umělecká kolonie“